# Lakatjärnen (Råneå socken, Norrbotten, 734925-179595)
Lakatjärnen är en sjö i Bodens kommun i Norrbotten och ingår i Vitåns huvudavrinningsområde.